# Solonetz

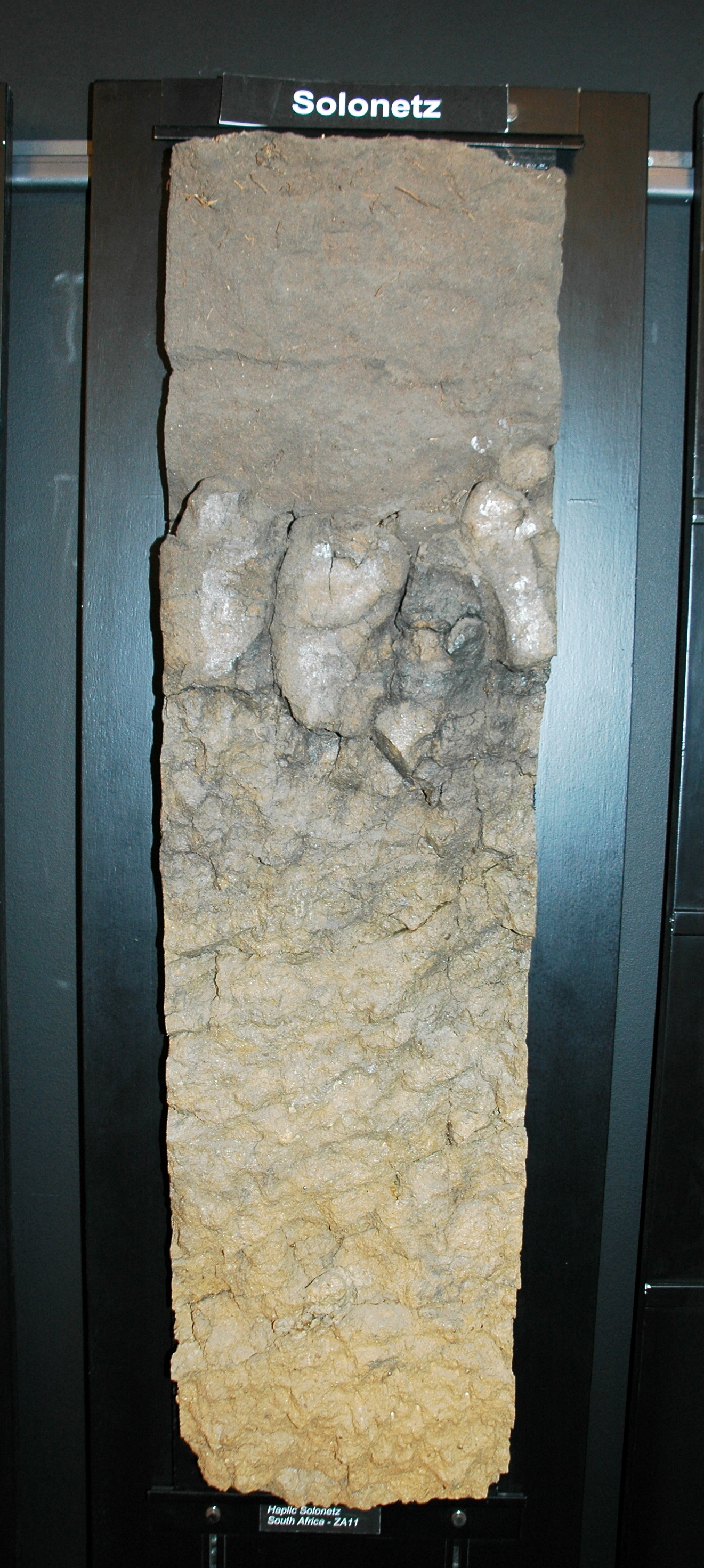
Haplic Solonetz (Zuid-afrika)

Een Solonetz (in de World Reference Base for Soil Resources) is een bodem met hoge concentraties zout. Solonetzen hebben een donkere, bruin tot zwarte, bovengrond op een kleiinspoelings B-horizont met een hoog gehalte aan uitwisselbare Na+ en/of Mg3+ ionen. Deze bodems zijn ook bekend als alkali- of natriumgronden.
Solonetzen correleren met natric Great Groups in de Amerikaanse classificatie (USDA Soil Taxonomy). Dit bodemtype komt vooral voor in vlakke gebieden met een steppe klimaat met hete droge zomers en in marine afzettingen met veel natriumionen.
Solonetzen hoeven niet zout te zijn zoals Solonchaks. Ze hebben ook andere fysisch-chemische en bodemmorfologische eigenschappen. De methodes voor bewerking van beide bodems zijn dan ook niet gelijk. Met name in meer gematigde streken worden Solonetzen gebruikt voor landbouw en veeteelt. In semi-aride streken liggen Solonetzen wel vaak braak.
Een mogelijk probleem is wel het hoge gehalte aan uitwisselbare natriumionen dat kan leiden tot Na-toxiciteit of structuurverval.

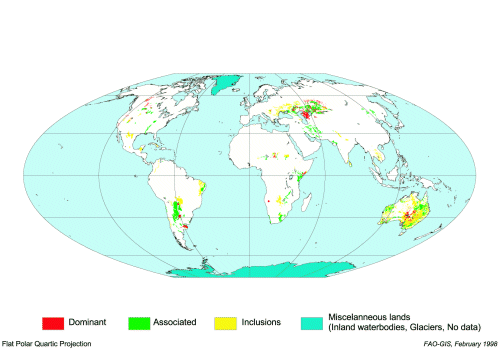
Voorkomen van Solonetzen